# Лубаантун

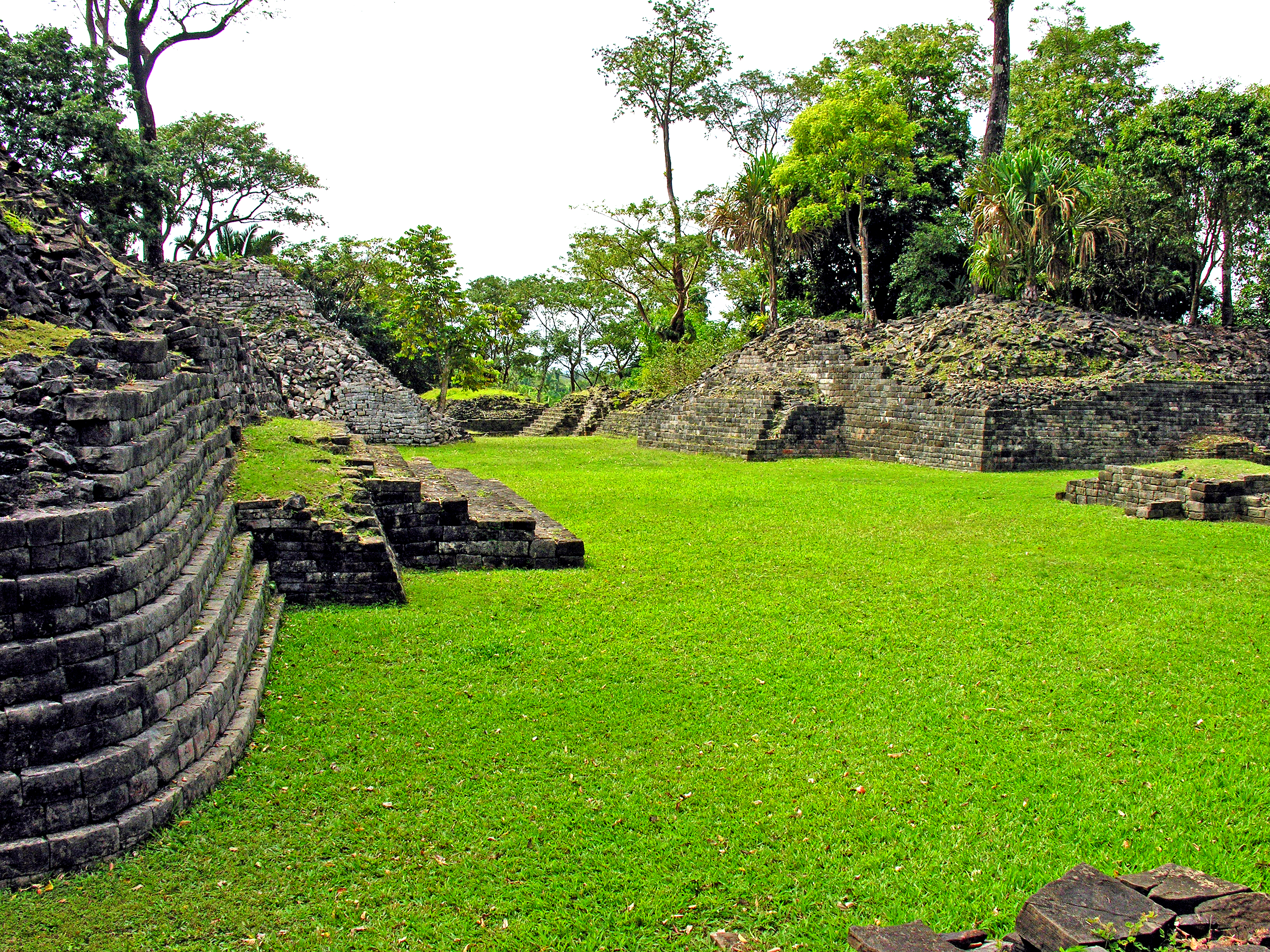
Руїни Лубаантуна

Лубаантун (Lubaantún) — руїни міста мая, що знаходяться на півдні Белізу. Сучасна назва міста мовою мая означає «Місце каміння, що впало», але назва міста часів його існування натепер ще невідома.

## Історія
Цей маянський центр пізньокласичного періоду. На це місце люди прийшли після 700 року н. е. і заснували регіональну «столицю» в Лубаантуні, який функціонував як релігійний, адміністративний, політичний і комерційний центр регіону. Вважається, що Лубаантун був найбільшим доісторичним поселенням у південному Белізі з населенням в 20 тисяч осіб. При цьому велика частина населення жила в простих хатинах навколо городища. Люди в цьому місті мешкали протягом 100—200 років (тобто десь до 890—900 рр. н. е.).
Водночас це був великий торговельний центр. З гір надходило вулканічне каміння для сокир і зернотерток, велика дичина і шкіри; у підніжжя хребта жила основна частина населення, що вирощувала кукурудзу і боби, полюючи на оленів, пекарі, низинну паку і диких птахів; на прибережних рівнинах можна було вести полювання на великих звірів, пернату дичину, а в болотистих місцях знайти медичні трави і безліч плодів різних рослин, а також збирати з дерев смолу копав. Ріо-Гранде тече через прибережну рівнину прямо в Карибське море, і цю територію населяло друге за величиною населення, яке займалося полюванням на морських тварин, рибальством і збором молюсків. Їх вони переправляли на човнах вгору по річці в Лубаантун і в поселення, розташовані у підніжжя хребта, і виробляли обмін на маїс. Деякі з риб'ячих кісток належали глибоководним рибам, що вказує на те, що жителі узбережжя виходили в море далі коралових рифів і ловили такі риби як макрель-фрегат і акули. Деякі предмети завозилися з високогір'я Гватемали, насамперед жадеїт, обсидіан і зернотертки. Міновою монетою були какао-боби, які мешканці Лубаантуна вирощували у великій кількості.

## Опис
Лубаантун розташований в окрузі Толедо, на північ від річки Колумбія, що проходить на відстані 500 м. Самі руїни містяться на хребті, що заввишки 61 м над рівнем моря. Лубаантун стоїть на відстані 3,2 км від села Сан-Педро-Колумбія, але доступу туди на громадському транспорті немає. Щоб дістатися до руїн городища необхідно здійснити 20-хвилинну пішу прогулянку через джунглі. Розміщення для туристів можливо в місті Пунта-Горда, який розташований в 42 км від Лубаантун або в селі Сан-Антоніо, розташованої в 9 км від городища.
Загалом місто представлено головними будівлями, згрупованими навколо 5 основних площ. Дослідження показало, що городище складається з 3 концентричних зон, які виконували різні функції: внутрішня зона з релігійними будівлями, потім церемоніальні будови разом з майданчиками для гри в м'яч і зона житлових будівель. При зведенні будівель як матеріали переважно використовувалися вапняк і пісковик.
Центр розташований на високому гірському хребті протяжністю 36 км. Не ставши вирівнювати вершину хребта. Була зроблена спроба систематичного підрівнювання і заповнення схилів землею, роблячи їх більш вертикальними і перетворюючи вершини в широкі пласкі платформи. Найвища будівля височіє на 11 м над площею і з його вершини відкривається чудовий вид на підніжжя гір і прибережну рівнину.
Відрізняється незвичайним стилем в архітектурі. Великі піраміди і резиденції оброблені кам'яними блоками, підігнаними один до одного без будівельного розчину. Оскільки у виявлених будовах не було знайдено дверей і проходів, було зроблено припущення, що на їхніх вершинах раніше стояли дерев'яні споруди-будівлі, і так як вони були зроблені з неміцних матеріалів, то тому не збереглися. У більшості своїй піраміди Лубаантуна являють собою кам'яні платформи. У той час як на пірамідальних платформах є сходи і тераси, різьбленого орнаменту та інших декорацій будівель немає. Вважається, що такі декорації були на дерев'яних спорудах пірамід. Крім тог отут немає і різьблених кам'яних монументів.
Будівлі, які були побудовані без допомоги будівельного розчину: кожен камінь, використаний при будівництві, був ретельно виміряно і чітко підігнано до іншого в кладці. Міцність будівель повністю залежала від точності підгонки каменів один до одного. Для багатьох будівель Лубаантуна характерні закруглені кути. Все це відрізняє будови Лубаантун від будівель мая класичного періоду в інших частинах маянської цивілізації.
На території розташовувалися також гробниці і 3 майданчики для гри в м'яч. Одну таку порожню гробницю, що нехарактерно для традицій мая, виявлено під величезним замковим каменем. Ще однією особливістю Лубаантуна є відсутність стел в городищі.
Було також знайдено безліч хитромудрих мініатюрних керамічних фігурок. Більшість з них мають розміри від 1 до 5 см і зроблені у формі свістулек. Вони примітні тим, що є раннім прикладом виготовлення подібних предметів за формою (трафаретом). Ці фігурки виконані з великою майстерністю і представляють зооморфні та людські істоти. Більше того, були знайдені кам'яні зернотертки, бірюза, черепашки і багато керамічних уламків. Серед знахідок є обсидіанові леза з нефритом — мінерали, які надходили з гватемальських гір.

## Дослідження
Про Лубаантун вперше стало відомо наприкінці XIX століття від жителів поселення Толедо, що біля Пунта-Горда, а в 1903 році губернатор (Беліз тоді ще був колонією Великої Британії) направив на його дослідження Томаса Ганна. Останній дослідив і розкопав основні будови навколо площі IV і прийшов до висновку, що місто, мабуть, населяло велика кількість мешканців. Його звіт про роботу було опубліковано у Великій Британії у 1904 році.
У 1915 році Лубаантун досліджував Р. Е. Мервін з Гарвардського університету (США). Він виявив інші будівлі, а також майданчик для гри в м'яч і замалював перший план городища. Крім того, було зроблено перші фотографії Лубаантуна. Проводячи розкопки майданчика для гри в м'яч, Мервін виявив 3 різьблених кам'яних маркера, на кожному з яких були викарбувані двоє чоловіків, що грають у гру в м'яч. Ці маркери для майданчика для гри в м'яч були вивезені до музею Пібоді при Гарвардському університеті. Втім Мервін не встиг опублікувати звіт про виконану роботу.
У 1924 році Т. Ганн знову відвідав руїни поселення, провівши авантюриста Фредеріка-Альберта Мітчелл-Хеджеса. Останній заявив, що саме він виявив Лубаантун. Разом з тим Ганн зробив нову карту цього поселення. У 1925 році Мітчелл-Хеджес знову прибув до руїн як репортер газети Ільюстрейтед лондон ньюз.
У 1926 році Британський музей відправив до Лубаантуну експедицію на чолі із Т. А. Джойсом, а в 1927 році до експедиції приєднався Джон Ерік С. Томпсон, який потім став одним з провідних маяністів свого часу. Томпсон спростував версію Джойса про те, що архітектура Лубаантун була виконана в стилі «всередину і назовні», показавши, що поперемінно то виступаючі, то втоплені камені є наслідком впливу на них кореневих систем дерев. Томпсон розкопав кілька фаз зведення будівель, але наприкінці сезону його відправили на дослідження стели в Пусільхі.
Роботи в Лубаантун не поновлювалися до 1970 року, коли свої розкопки почав проводити Норман Хеммонд, на той момент докторантом Кембриджського університету. Вражений браком інформації з історії цього регіону, Хеммонд наніс на карту церемоніальний центр і навколишні його будівлі, дав свій період проживання людей на місці, і реконструював історію поселення.

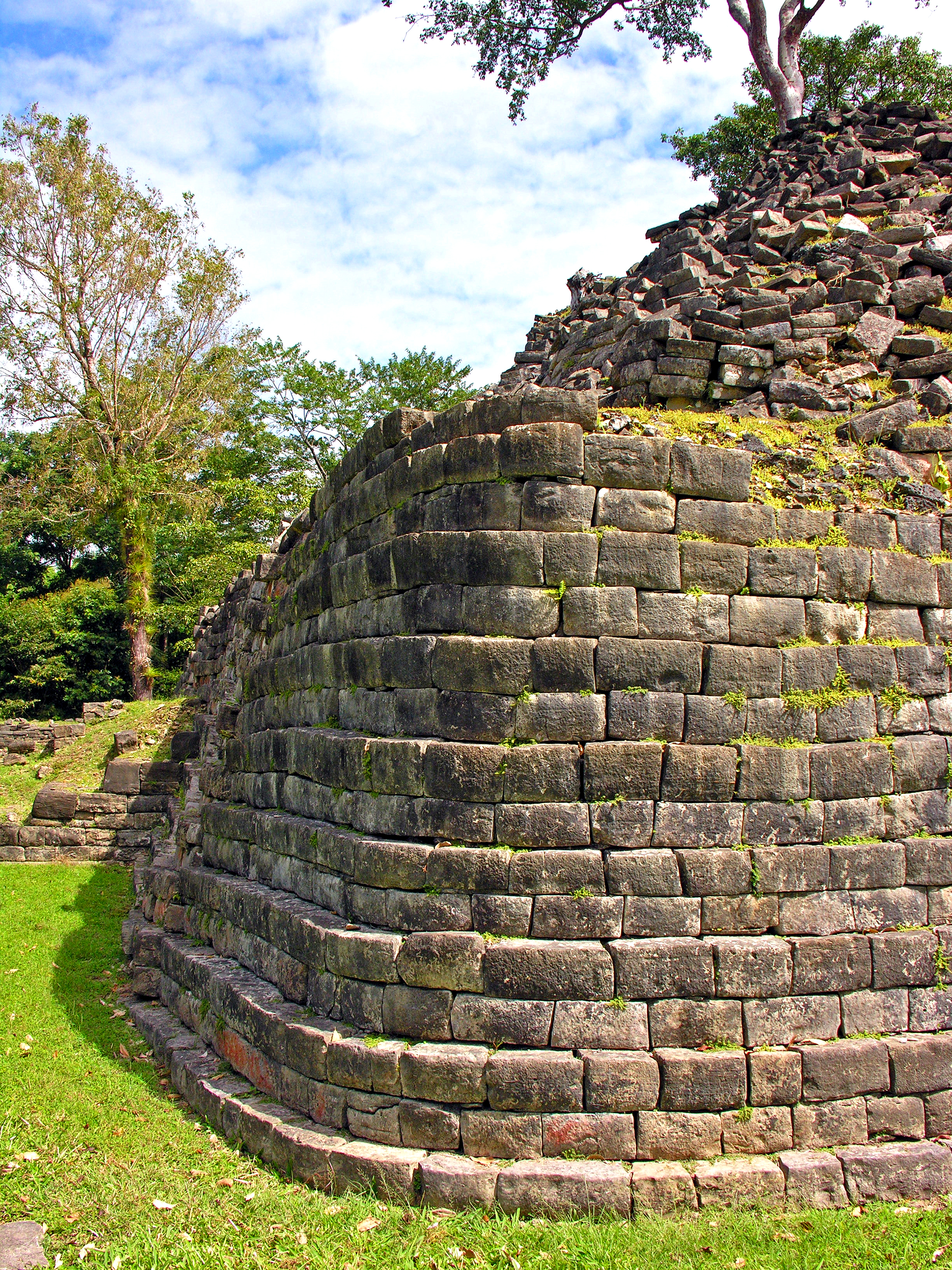
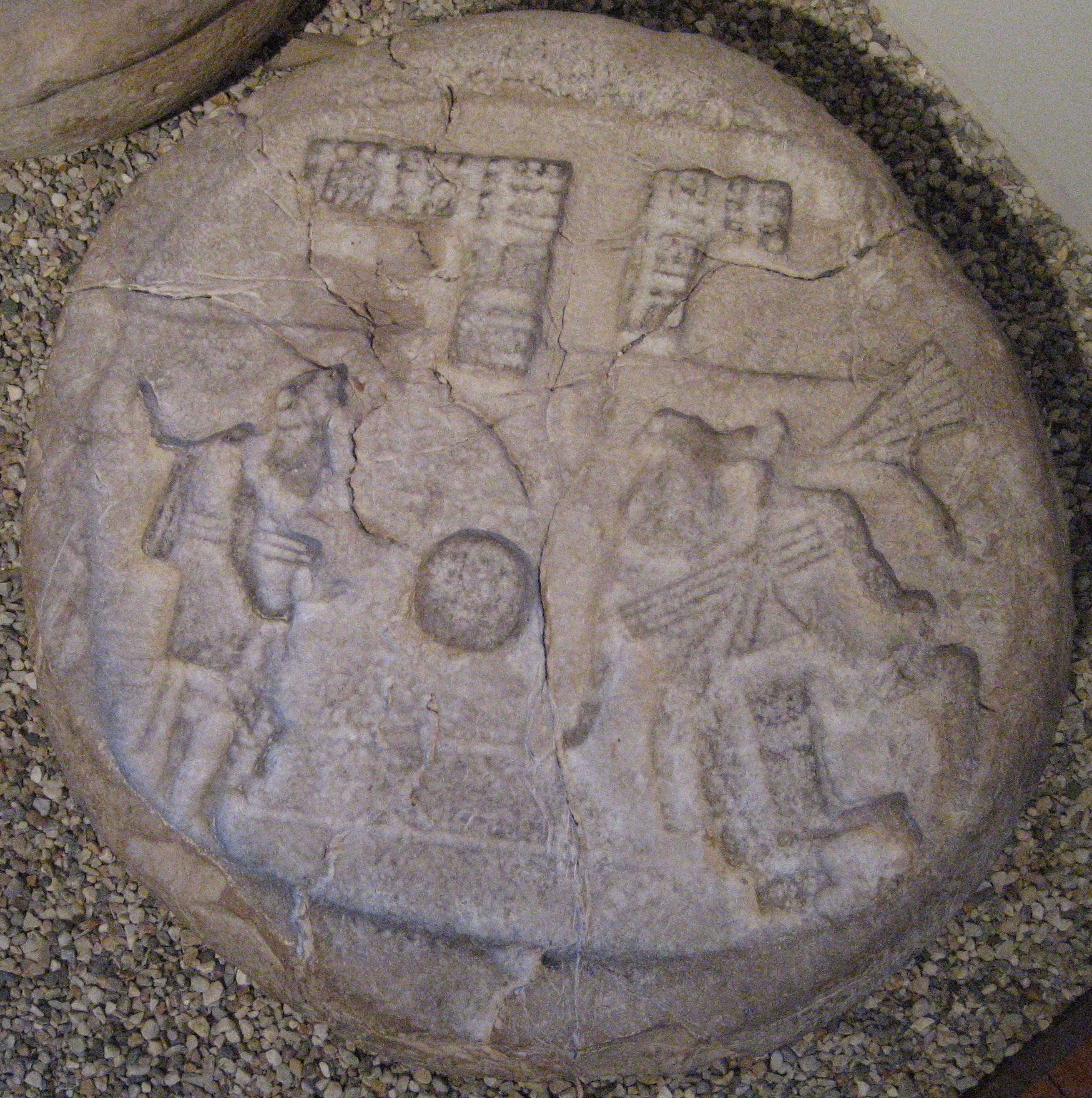
Маркер майданчику для гри у м'яч
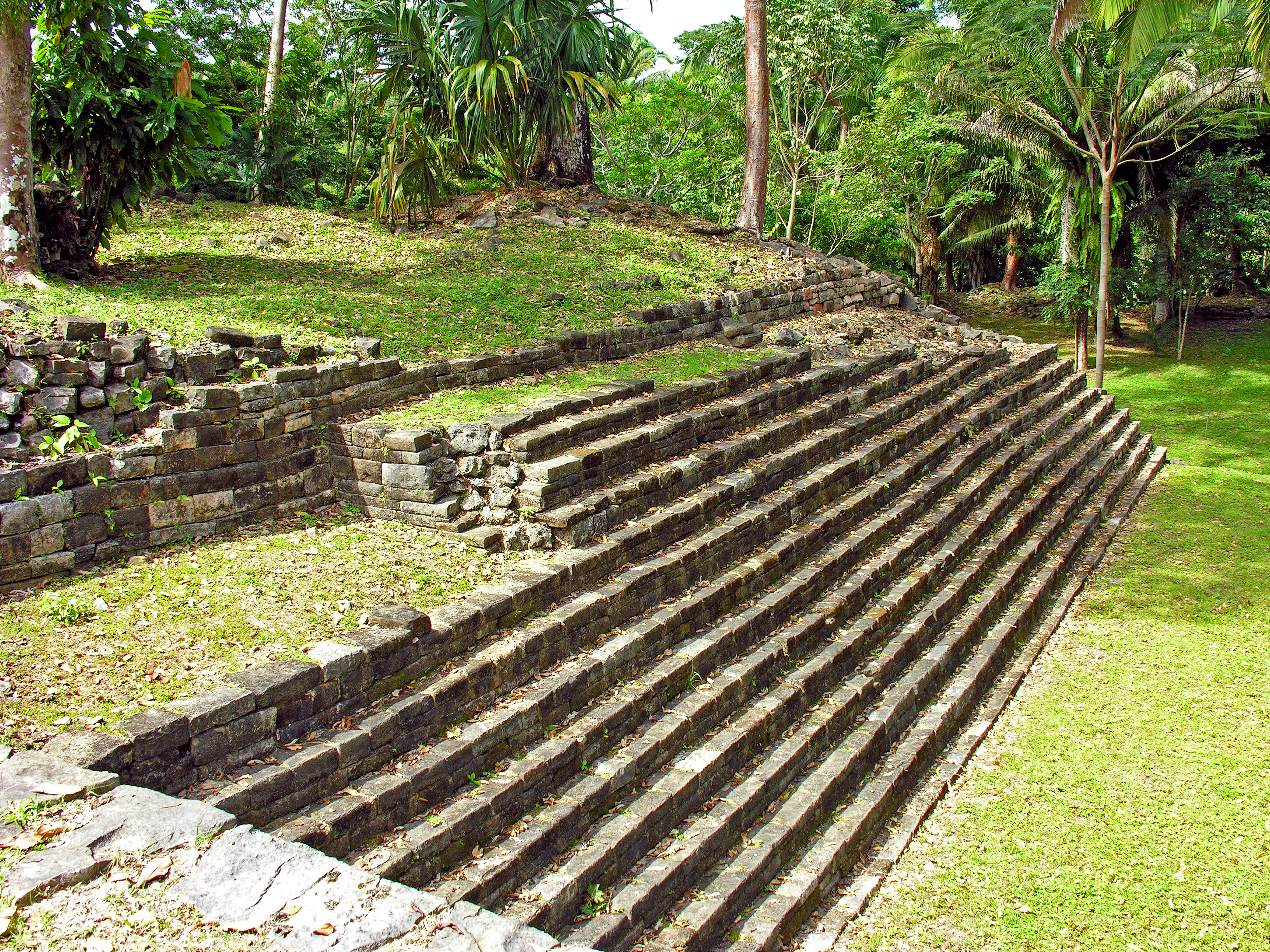
Стіни міста
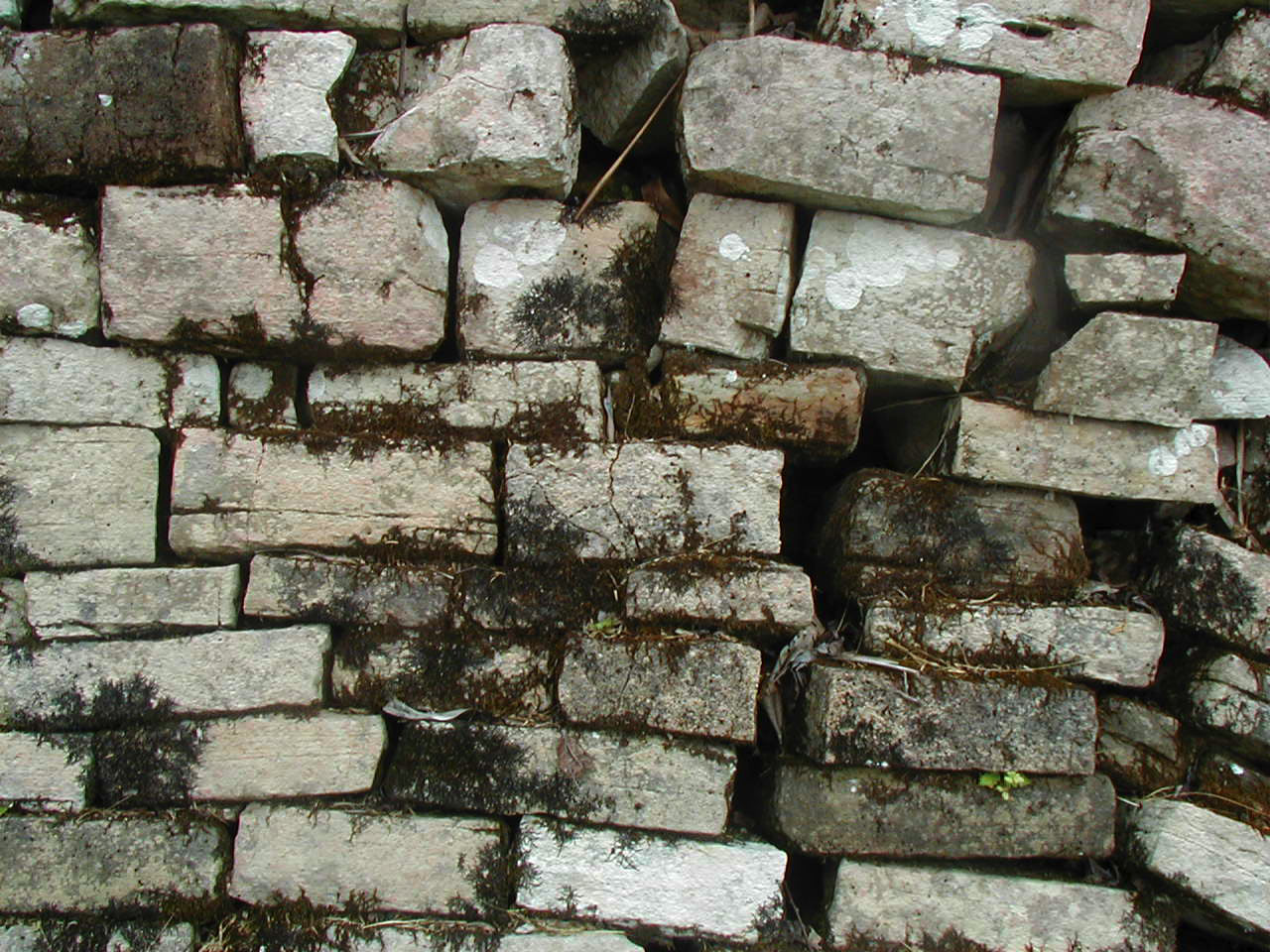
Кладка стіни
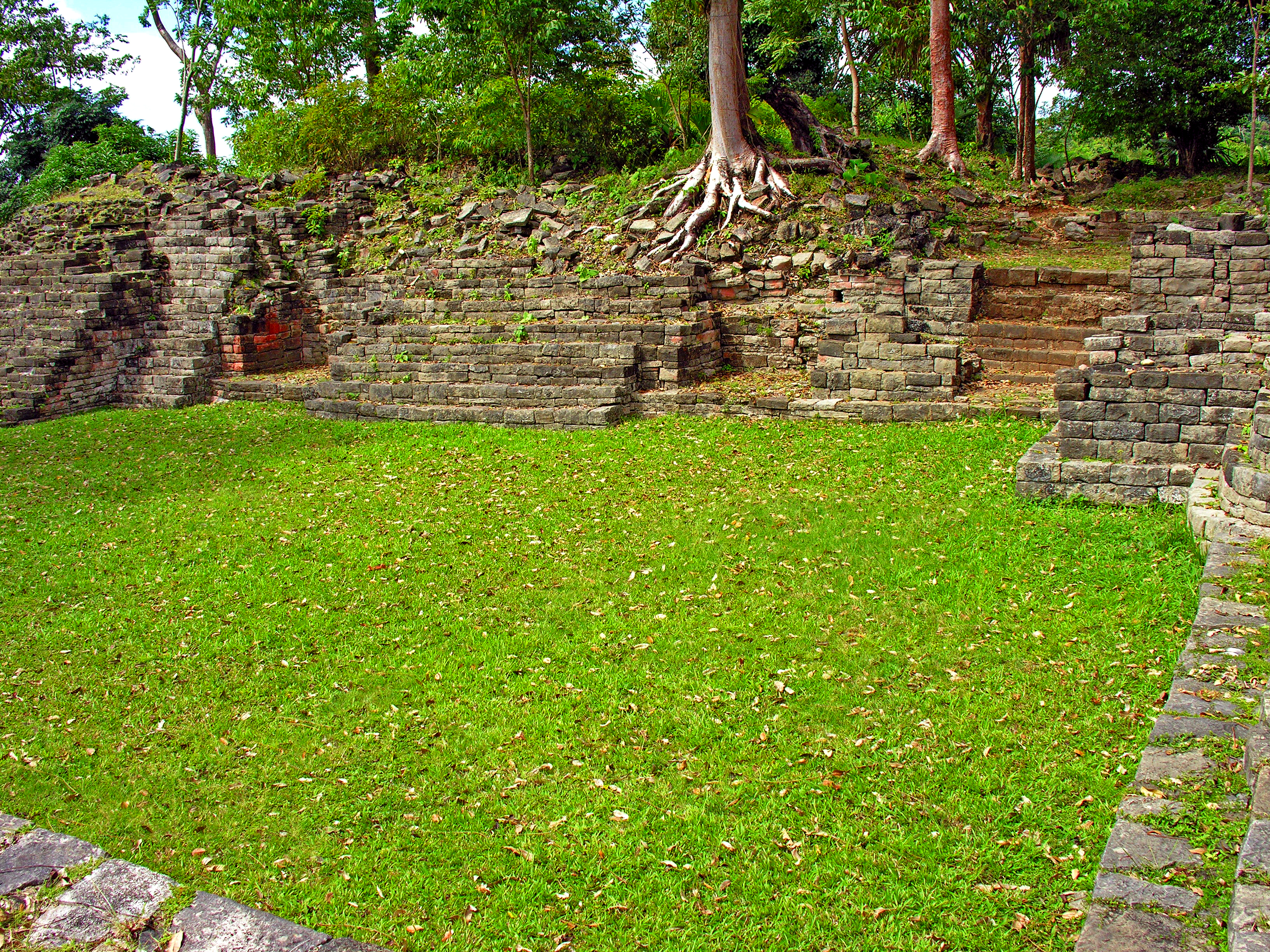
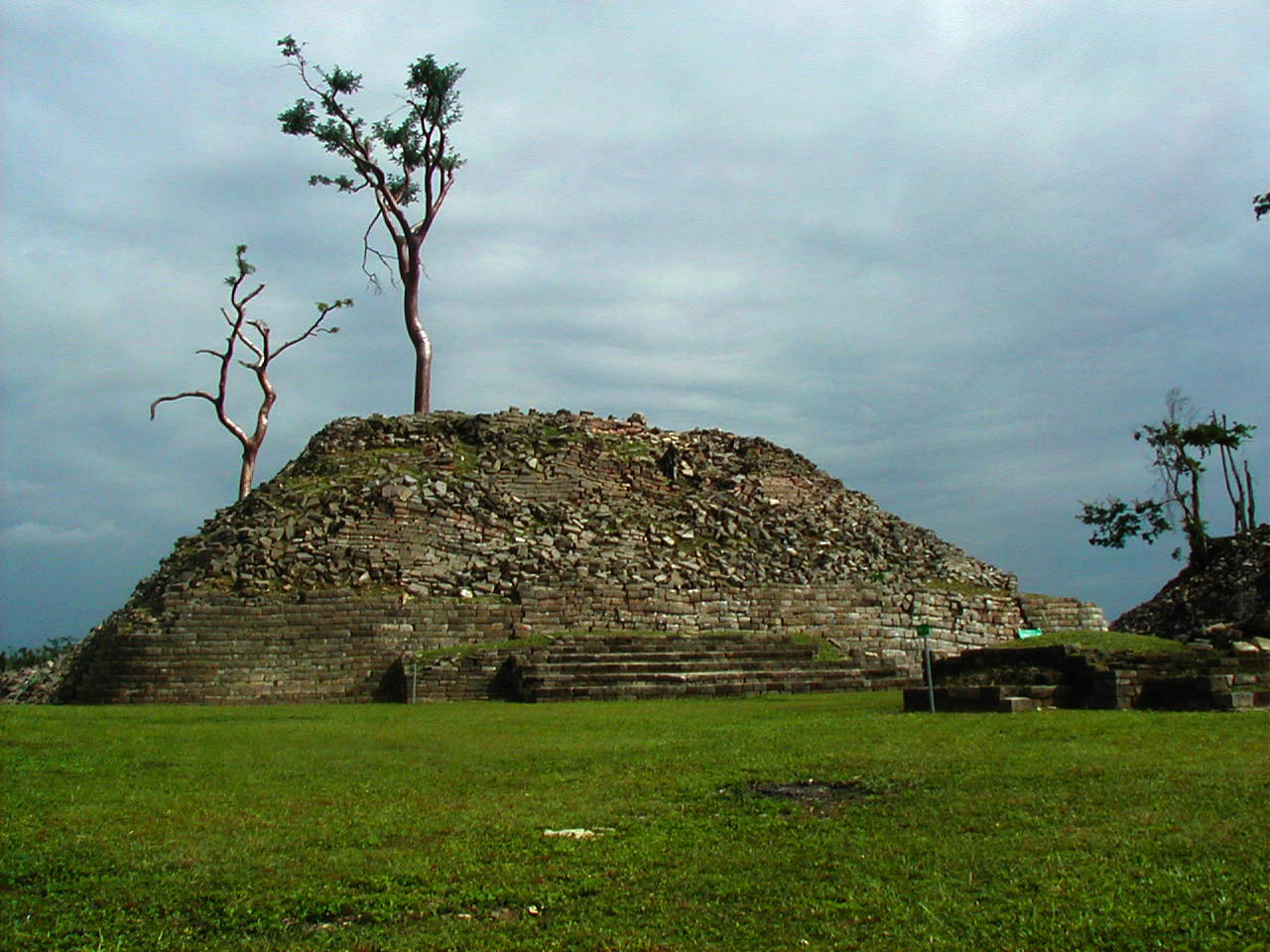
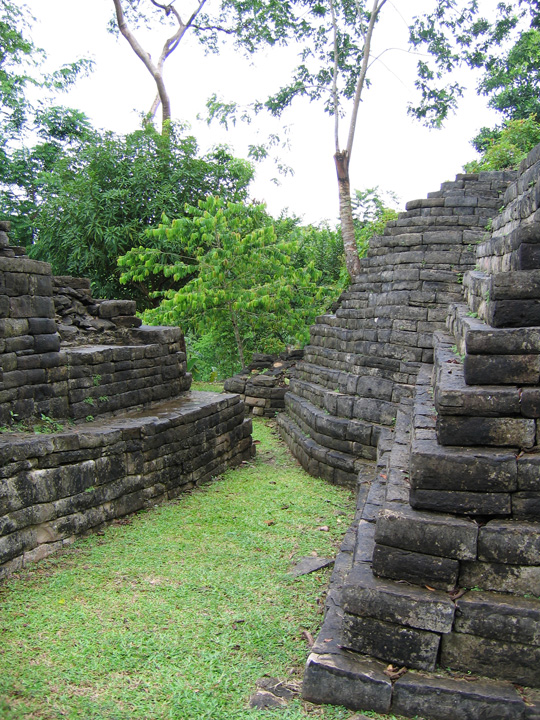
Платформи